# Punta René
Punta René ist eine Landspitze im Norden der Livingston-Insel im Archipel der Südlichen Shetlandinseln. Im Norden des Kap Shirreff, dem nördlichen Ausläufer der Johannes-Paul-II.-Halbinsel, liegt sie am Punta Oliva.
Chilenische Wissenschaftler benannten sie nach René Durán Figueroa, Teilnehmer an der 39. Chilenischen Antarktisexpedition (1984–1985).